# Maira hispidella
Maira hispidella är en tvåvingeart som beskrevs av Wulp 1872. Maira hispidella ingår i släktet Maira och familjen rovflugor. Inga underarter finns listade i Catalogue of Life.